# Lobotos
Lobotos es un género de aves paseriformes perteneciente a la familia Campephagidae. Sus miembros, que anteriormente se clasificaban en el género Campephaga, son nativos del África subsahariana. Se caracterizan por las carúnculas anaranjadas que presentan sus machos en las mejillas, y por tener plumajes con llamativas coloraciones, a diferencia de la mayoría de los orugueros.

## Especies
Se reconocen dos especies:
- Lobotos lobatus – oruguero carunculado;
- Lobotos oriolinus – oruguero oriolino.